# 簇衰变
簇衰變（cluster decay）是一種罕見的核衰變過程，其中原子核會发射出由中子和质子组成的小“团簇” 。該团簇的核子数比α粒子（4個）还要多，不過少於核裂变产物。

## 概述
並非所有放射性核素都會發生簇衰變，只會發生某些核素。事實上，簇衰變只發生在具有足夠原子能量來噴射部分原子核的重原子中。與α衰變相比，這種衰變形式的質量數減少幅度更大。
1984年，牛津大學的研究人員發現了簇衰变。檢測到的核素為223Ra。然而，當α粒子釋放速率為1時，簇衰变和14C核釋放的速率極小，約為8.5×10-10。
簇衰變介乎α衰變與自發裂變之間，α衰變是原子核裂解出4He，而自發裂變則是重原子核分離成兩個甚至數個原子，然後再裂解出幾個中子。 自發裂變以子產物的機率分佈結束，有別於簇衰變。 在簇衰變中，產生的粒子都是較輕的原子核，而且在衰變方法中總是產生相同的粒子。 目前已發現超過20種原子核偶爾會以產生簇衰變的方式進行衰變。。
氚和氘核是已知的放射性衰變產物。氦-6偶爾會因釋放氘核而衰變，氦-8則會因釋放氚而短暫衰變。這意味著其他稀有同位素，例如在加速器中進行了大量研究的氦粒子，也可以以這種方式衰變。